# Christmas Is Almost Here
Christmas Is Almost Here è un album in studio natalizio della cantautrice statunitense Carly Simon, pubblicato nel 2002.

## Tracce
1. Christmas Is Almost Here
2. Oh Come, All Ye Faithful
3. The Land of Christmas (Mary)
4. Silent Night
5. Twelve Gates to the City
6. I'll Be Home for Christmas
7. God Rest Ye Merry, Gentlemen
8. Heaven
9. Pretty Paper
10. Have Yourself a Merry Little Christmas
11. Happy Xmas (War Is Over)